# Proletariat

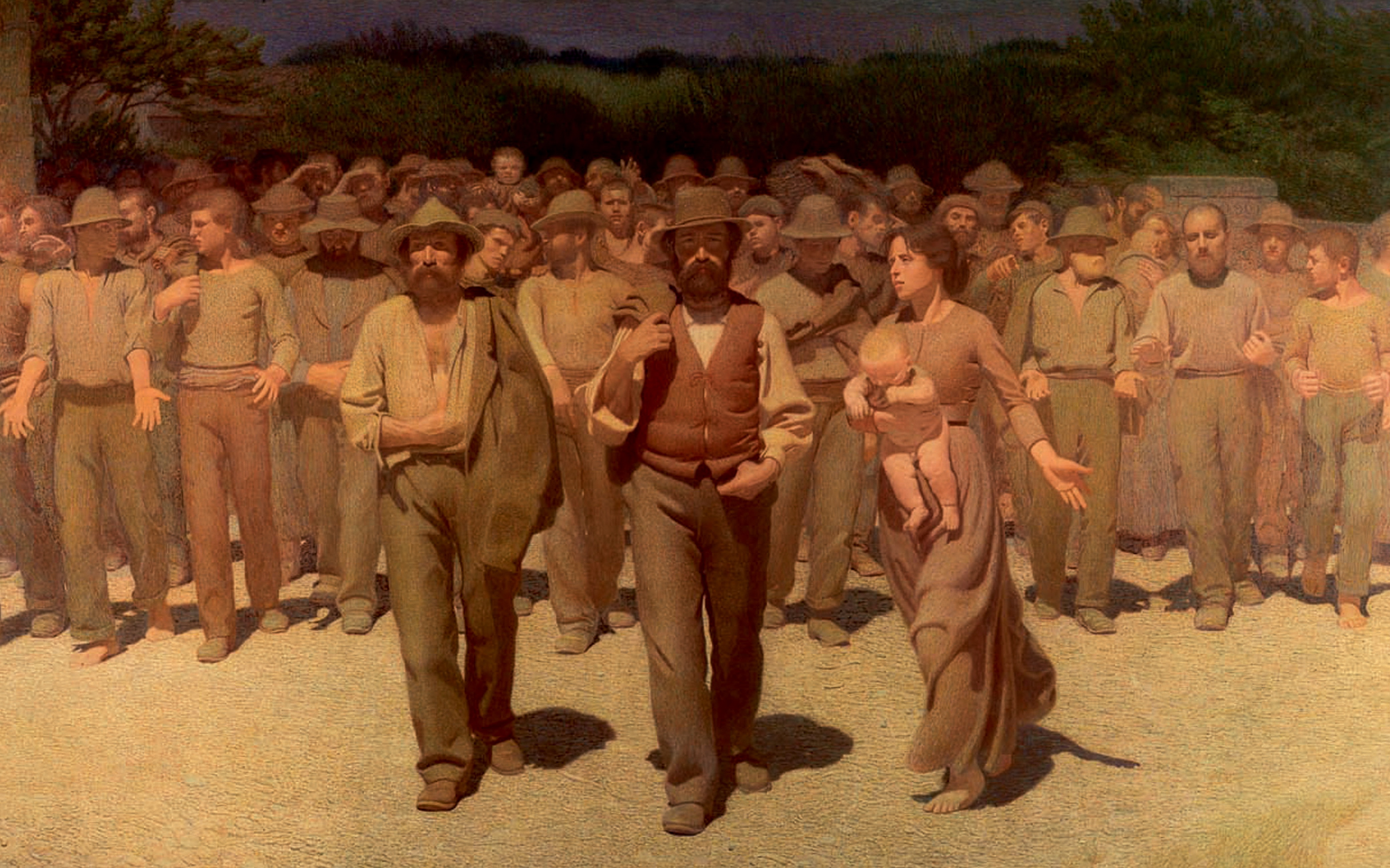
„Der vierte Stand“ (1901) von Giuseppe Pellizza da Volpedo zählt zu den bekanntesten Darstellungen des modernen Proletariats.

Das Proletariat (von lateinisch proles ‚die Nachkommenschaft‘) oder die Proletarier (von lateinisch proletarii) bezeichnete im antiken Rom die gesellschaftliche Schicht der besitzlosen lohnabhängigen, aber nicht versklavten Bürger im Stadtstaat, die nicht steuer- und wehrpflichtig waren. Aus dem Lateinischen übernommen, taucht der Begriff im 19. Jahrhundert zuerst in England, später auch in anderen europäischen Ländern auf, wird jedoch erst seit der Französischen Revolution zögernd als Bezeichnung konkret auf den damaligen Vierten Stand (richtiger: auf die unterständischen, keinem der drei Stände angehörigen Schichten) bezogen. Um 1820 spricht Henri de Saint-Simon zum ersten Mal von der Klasse der Proletarier. Seit 1830 wird der Begriff zur Bezeichnung der pauperisierten Unterschichten verwendet, die als Gefahr für die soziale und politische Stabilität angesehen werden. Dies tut z. B. Lorenz von Stein, der die Gefahr im Bedürfnis der eigentums- und bildungslosen Proletarier sieht, „nicht ganz ohne jene Güter zu bleiben, die der Persönlichkeit erst ihren Wert verleihen.“ Etwa seit Mitte des 19. Jahrhunderts findet der Begriff vorzugsweise Anwendung auf die infolge der Industriellen Revolution entstandene Industriearbeiterschaft. Nach Karl Marx sind Proletarier doppelt freie Lohnarbeiter, Menschen, die nichts anderes besitzen als ihre Arbeitskraft, die also allein durch den Verkauf ihrer Arbeitskraft ihren überwiegenden Lebensunterhalt erzielen können.
Aus der marxistischen Weltsicht stehen sie in einer kapitalistischen Gesellschaft im unversöhnlichen Gegensatz zur besitzenden Klasse, der Bourgeoisie.
Während in der Soziologie heute von dem neuen Proletariat gesprochen wird, kommt im alltäglichen Sprachgebrauch der Begriff Proletariat selbst kaum mehr vor. Allerdings sind in der einfachen Umgangssprache die davon abgeleiteten Begriffe „Prolet“ bzw. „Proll“ als Schimpfwörter bzw. diskriminierende Bezeichnungen gebräuchlich. Dahinter verbergen sich klischeeartige abwertende Zuschreibungen. Der Begriff „Prolet“ und insbesondere der Begriff „Proll“ sind vergleichsweise unscharf und entfernen sich in der Benutzung teilweise erheblich von der Bezeichnung einer gesellschaftlichen Gruppe im soziologischen Sinne (Schicht, Klasse, Milieu); sie assoziieren (anstelle ökonomischer Ungleichheit) meist eher kulturelle Wertungen, einerseits im Sinne von derb, vulgär, nicht kultiviert, ungebildet oder sogar barbarisch oder kulturlos, manchmal auch in Abgrenzung zu intellektuell, andererseits im Sinne von protzig bzw. mit derben, wenig raffinierten Modegegenständen oder Verhaltensweisen prahlend.

## Etymologie

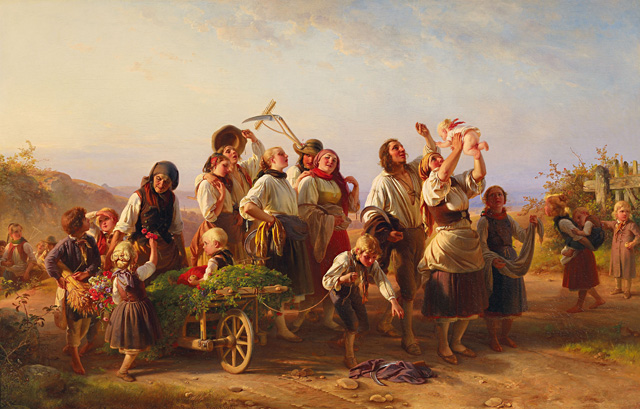
Heimkehrende Schnitter von Jakob Becker: Blick eines romantischen Malers auf das Landproletariat im 19. Jahrhundert

Der deutsche Begriff Proletariat stammt vom lateinischen Begriff proletarius. Der ursprünglichen Wortbedeutung folgend bedeutet proletarius „die Nachkommenschaft betreffend“. Abgeleitet davon erschließt sich die heutige Wortbedeutung: Das Proletariat ist die Bevölkerungsgruppe, die „den Staat nur mit ihrer Nachkommenschaft trägt und nicht mit ihrem Vermögen.“

## Das Proletariat im alten Rom
Während der Ausbreitungsphase des Imperium Romanum wurden Sklaven als Kriegsbeute in Massen nach Rom gebracht und auf Großgrundbesitzungen als Landarbeiter eingesetzt. Da diese großen landwirtschaftlichen Betriebe wesentlich effizienter produzierten als das Kleinbauerntum, verlor dieses seine Existenzgrundlage. Kleinbauern zogen in die Hauptstadt, wo sie als landlose, aber dennoch freie römische Bürger neben den adligen Patriziern und den nichtadligen Plebejern (vor allem Bauern und Handwerker) lebten. Da sie außer ihrem Stimmrecht nichts mehr besaßen, verkauften die Proles dieses gegen Lebensmittel an die reiche Oberschicht.

## Das Arbeiterproletariat der Industriellen Revolution

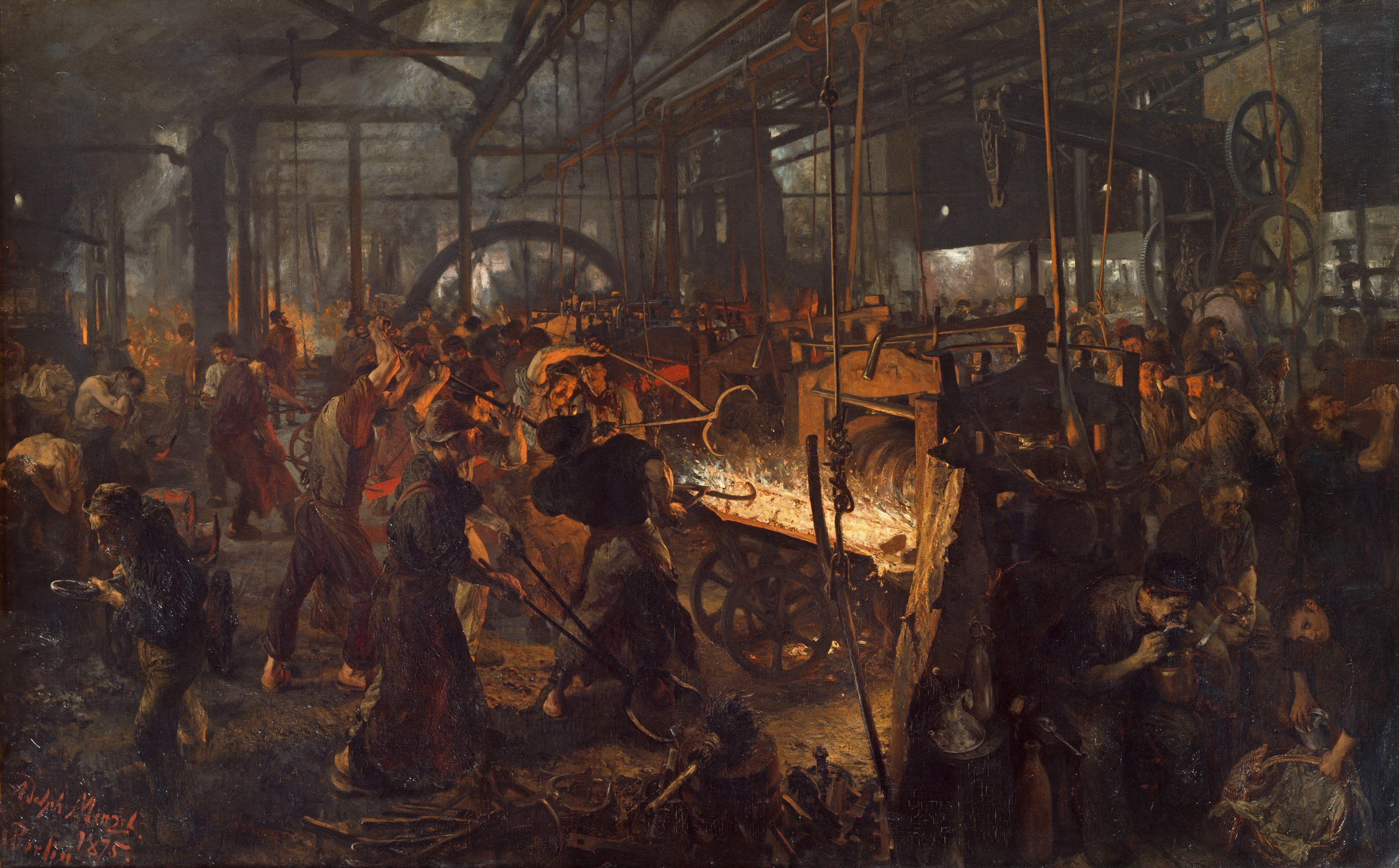
Gemälde „Eisenwalzwerk“ (1872–1875) von Adolph Menzel, im Stil des Realismus

Genau wie das antike Proletariat handelte es sich auch beim Proletariat der Zeit der Industriellen Revolution um Menschen, die ihre bäuerlichen oder kleingewerblichen Existenzen aufgeben mussten und in die Städte zogen. Grund war die Industrialisierung, beginnend mit der Textilindustrie. Das oft mit Heimarbeit verbundene Verlagssystem stellte eine Vorform der Industrialisierung dar. Mit deren wesentlich effizienterer Produktionsweise konnte das kleine Handwerk nicht mehr mithalten. Auf der anderen Seite benötigten die neu entstehenden Fabriken Arbeitskräfte, so dass mehr und mehr die vormaligen Handwerker und Bauern unter Aufgabe ihres Landbesitzes oder ihrer Werkstatt in die Städte gingen und zu Industriearbeitern, zum industriellen Proletariat wurden. Diese Entstehungsgeschichte des Kapitalismus wird im 24. Kapitel des Hauptwerks von Karl Marx Das Kapital geschildert und analysiert, meist am Beispiel Englands, wo Ackerland in Schafweide umgewandelt wurde, um die Wollmanufakturen oder dampfgetriebene Webstühle, die bereits für den Weltmarkt produzierten, mit Rohstoff zu beliefern. Die vertriebenen Bauern, teils auch Handwerker wurden durch brutale Polizeimaßnahmen und Landstreichergesetze mit der Zeit in die entstehenden Fabriken gezwungen.
Sie wurden dort in einer bis dahin unbekannten Weise ausgebeutet, die tägliche Arbeitszeit betrug bis zu 18 Stunden. Arbeitsruhe an Sonn- und Feiertagen gab es nicht. In Kohlebergwerken wurde die billigere Frauenarbeit und Kinderarbeit üblich. Diese Missstände führten nach langen Verboten und Kämpfen letztlich zur Gründung von Gewerkschaften und zur Entstehung der Arbeiterbewegung wie des Marxismus.

## Proletariat nach Marx
Das Proletariat ist nach der Definition von Karl Marx eine neue Klasse, die mit der Entwicklung der Industriellen Revolution entstanden ist. Während es vorher im Wesentlichen relativ freie Handwerker und Leibeigene oder Pachtbauern gab, die über Produktionsmittel wie Werkzeuge und Agrarland verfügten, entstand mit dem Proletariat eine neue Klasse, die nicht mehr über – jedenfalls gesellschaftlich konkurrenzfähige – Produktionsmittel (z. B. Weber) verfügte, die aber – im Gegensatz zu leibeigenen Bauern – frei über ihre Arbeitskraft verfügten. 
Am Beispiel England beschreibt Marx, wie die Einführung der maschinellen Webstühle den Bedarf an Wolle und die Preise für Wolle steigerte und zur Umwandlung des an Bauern verpachteten Ackerlands in Schafsweiden für die Steigerung der Wollproduktion stattfand. Die vom Bauernhof vertriebenen und so hungrig im ganzen Land herumgetriebenen Bauern konnten nur dort überleben, wo die entstehenden Manufakturen oder Fabriken diese neue Klasse von abhängigen Proletariern gebrauchen konnte. 
Die Besonderheit dieser neuen Klasse und ihre Definition besteht nach Marx im „doppelt freien Arbeiter“ – frei von Produktionsmitteln, die ihm ermöglichten, sich selbst zu versorgen und frei, ihren einzigen Besitz, sich selbst bzw. genauer ihre Arbeitskraft zu verkaufen. Die Definition des Proletariats umfasste zu Marx’ Lebenszeit überwiegend Fabrikarbeiter, schließt aber prinzipiell alle ein, die ihren Lebensunterhalt ausschließlich oder überwiegend nur durch den Verkauf ihrer Arbeitskraft verdienen können. 
Damit sind auch die heutigen größeren Gruppen von Arbeitskräften wie Angestellte, Beamte (sind nach Marx keine Proletarier, da diese der Rechnung des Staates und nicht des Kapitals unterworfen sind, z. B. Lehrer: ein Lehrer in einer Privatschule ist Proletarier, in einer staatlichen Schule hingegen nicht, obwohl er dieselbe Tätigkeit ausübt), ja sogar angestellte Betriebsleiter, die Funktionen von Kapitalisten ausführen, per Definition Proletarier und zumindest heute die mit Abstand größte Klasse. 
Marx ging davon aus, dass wegen der zunehmenden Oligopolisierung und Globalisierung des Kapitalismus und seiner immanenten Krisenbehaftetheit insbesondere der tendenzielle Fall der Profitrate in gravierenden Krisen die Selbstbefreiung des Proletariats mit sich bringen werde und zu einer klassenlosen Gesellschaft führe. Karl Heinz Roth spricht im Zuge einer Neuprojektierung revolutionärer Praxis von der (neuen) Proletarität.

## Definition des Proletariats nach Immanuel Wallerstein
Nachdem Wallerstein die Bourgeoisie dadurch charakterisiert, dass sie über Mehrwerte verfügt, die sie nicht selbst erwirtschaftet hat und in der Lage ist, diese in Kapitalgüter zu investieren, ergibt sich daraus für das Proletariat, dass es aus jenen besteht, die Teile des von ihnen erwirtschafteten Mehrwertes an andere abgeben. Der Erhalt von Lohnzahlungen ist an sich kein Merkmal des Proletariats. Denn der Produzent schafft den Wert, den er nicht im Gesamten behält, sondern in Teilen oder im Ganzen an jemand anderen gibt, wofür er wiederum abhängig von der Art der Arbeit nichts oder Güter oder eben einen Lohn erhält. Somit ergibt sich im Kapitalismus eine strukturelle Polarität zwischen der Bourgeoisie auf der einen und dem Proletariat auf der anderen Seite.
Den Prozess der Proletarisierung charakterisiert Wallerstein durch die Verbreitung der Lohnarbeit im Laufe der historischen Entwicklung der kapitalistischen Weltwirtschaft. Erklärt wird diese dadurch, dass die dem Kapitalismus innewohnende Notwendigkeit der Expansion regelmäßig Engpässe aufgrund mangelnder globaler Nachfrage zu überwinden hat, und eine Möglichkeit zur Überwindung solcher Engpässe stellt die Verbreitung von Lohnarbeit dar. Denn dadurch erhöht sich der Anteil des Mehrwertes, den der Produzent behält und über den er folglich zum Konsum verfügt. Entsprechend erhöht sich somit auch die globale Nachfrage. Stetige Expansion gelingt also nur durch Löhne, da diese Nachfrage erzeugen.
Die Lohnarbeit ist zudem von politischer Bedeutung. Denn mit steigendem Lohnniveau weiten sich auch die formellen Rechte der Proletarier und damit verbunden auch ihr Klassenbewusstsein aus. Dies geschieht jedoch nur bis zu einem gewissen Punkt, und zwar, bis der Proletarier faktisch zu einem Bourgeois wird.

## Konkurrierende Begriffe zum Begriff „Proletariat“
Die Begriffe „Proletariat“ und „Arbeiterklasse“ werden besonders stark im marxistischen Kontext verwendet und assoziieren Ausbeutungsrealitäten sowie Emanzipationsbestrebungen (durch Reform oder Revolution). Der Klassenbegriff grenzt sich dabei von Anfang an scharf ab gegen den Begriff des sozialen Standes. Seit der ersten Hälfte des 20. Jahrhunderts ist der Klassenbegriff auch in Konkurrenz zum Begriff Schicht sowie seit der zweiten Hälfte des 20. Jahrhunderts auch in Ergänzung und/oder Konkurrenz zum Begriff des sozialen Milieus zu sehen. Bezogen auf das Proletariat sind die konkurrierenden – wenn auch nicht deckungsgleichen – Begriffe Vierter Stand, Unterschicht und Arbeitermilieu. Dabei wird z. T. zwischen traditionellem und traditionslosem Arbeitermilieu unterschieden. Bei Gerhard Schulze treten an deren Stelle Harmoniemilieu und Unterhaltungsmilieu, also Milieus, die stärker über Freizeitgestaltung und gewählten Lebensstil charakterisiert werden. Seit wenigen Jahren taucht in der Diskussion auch der Begriff der Neuen Unterschicht auf, der nun eher aus dem linken Lager eingebracht wird.
Statt „Proletarier“ verwendete man im 19. Jahrhundert auch den weniger negativ besetzten Ausdruck „Fabrikarbeiter“. In den 1950er Jahren gab es auch Ansätze, die die Klassengegensätze gänzlich als veraltet betrachteten. Sie sprachen von der Nivellierten Mittelstandsgesellschaft. Dagegen hat zu Beginn des 21. Jahrhunderts eine Diskussion unter dem Begriff Prekariat neu begonnen.